# Johannes Heugel
Johannes Heugelius oder Heugelius (* um 1540 in Wetter (Hessen); † 16. November 1582 ebenda) war ein hessischer Theologe, der in den Jahren 1569 bis 1576/1577 als Pfarrer in Berleburg wirkte und von 1578 bis 1582 als Diakon in Laasphe belegt ist, obwohl er zu dieser Zeit wieder in Wetter lebte.
Der Bürgermeistersohn besuchte die Wetteraner Stadtschule und wurde 1559 durch die Vermittlung des Rektors Justus Vultejus und des Pfarrers Johannes Pincier zum Studium nach Lausanne gesandt, später studierte er Theologie in Straßburg. Die Magisterwürde erlangte er in Marburg.
Pincier scheint ihm auch die Pfarrstelle in Berleburg vermittelt zu haben, nachdem die bisherigen Pastoren Hermann Schmalz und Paul Asphe 1568 an der Pest gestorben waren.
Heugelius setzte sich sehr für den Neubau der maroden Berleburger Stadtkirche ein, der schließlich am 12. Juni 1575 eingeweiht wurde. Am selben Tag trat die bisher lutherische Gemeinde zum reformierten Glauben über.
Auch nach seinem Weggang scheint Heugelius noch zeitweilig in Berleburg gewirkt zu haben, so teilte er Ostern 1578 im Beisein von Caspar Olevian das Abendmahl aus.
1587 sind seine Erben urkundlich belegt, im Jahr 1589 wird Bernhard Textor als sein Eidam genannt.